# 仙居古越人岩画群
仙居古越人岩画群位于浙江省台州市仙居县，为春秋战国时期古越先民刻制。总面积1422.65平方米，岩画上刻凿有蛇形、鸟形、鸟头鱼身形、马形、太阳形、人像形、柴刀形、锄耙形、棋盘形等各类图纹220多个，其中蛇形、锄耙形图纹普遍见于各岩画点。岩画线条流畅，笔划粗犷，风格古朴，内容丰富，总体保存较好。2005年3月16日，中央坑摩崖石刻列入浙江省文物保护单位；2013年5月，仙居古越人岩画群整体列入第七批全国重点文物保护单位。

## 仙居古越人岩画群主要分布地址
（按发现时间先后排列）
- 朱溪镇小方岩岩刻

位于朱溪镇平院村小方岩。
- 广度乡中央坑崖刻

位于广度乡中央坑村五份头自然村。
- 大战余坑岩刻

位于大战乡余坑村村南农田。
- 上张西塘岩刻群

位于上张乡西塘村西侧西塘山。
- 广度祖庙东屏岩刻

位于广度乡祖庙村和东屏村之间的山涧中。
- 福应街道送龙山岩刻

位于福应街道赵家垟村西送龙山。
- 广度乡十五潭岩刻

位于广度乡十五潭大桥下。